# Accès des femmes aux tavernes au Québec
L'accès des femmes aux tavernes au Québec est un sujet de revendications de féministes entre 1937 et 1986 au Québec, au Canada.
À la fin des années 1960, des mouvements féministes radicaux, revendiquent l’égalité pour tous et partout. Des actions d’éclat sont organisées dont l’assaut des tavernes réservées exclusivement aux hommes, depuis une loi de 1937. La résistance antiféministe est cependant très forte et ce n’est qu’en 1986 que toutes les tavernes sont obligées de se conformer à la loi et ouvrir leurs portes aux femmes.

## Contexte historique

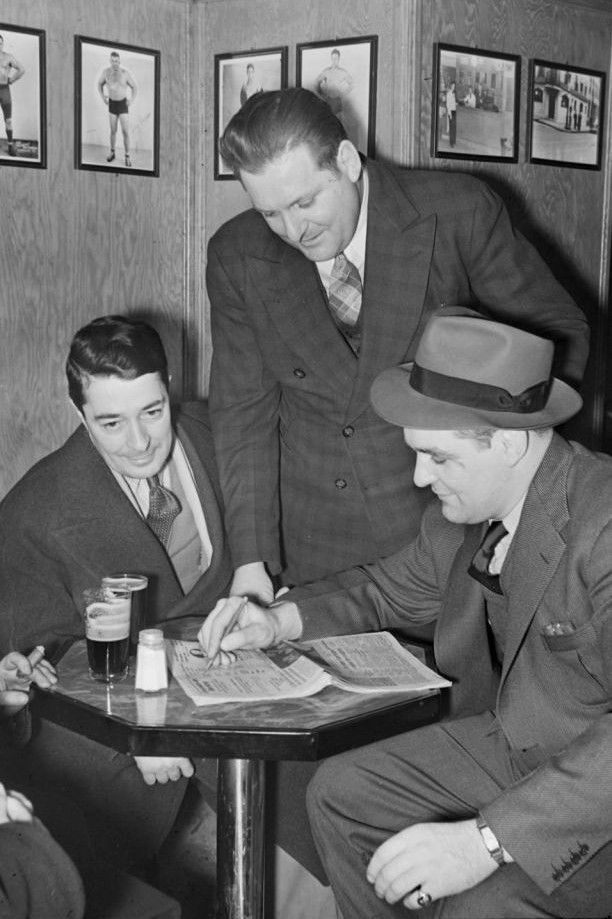
Yvon Robert, lutteur professionnel, et deux clients de sa taverne à Montréal en 1940

Au début de la colonie, les hôtels et les auberges sont des endroits publics où les femmes et les hommes majeurs peuvent consommer de l’alcool. À l'époque de la prohibition aux États-Unis, qui s'étend au Canada, le Québec vote, en 1921, une loi sur les liqueurs alcooliques et crée le premier organisme de contrôle au Canada : la Commission des liqueurs du Québec (ancêtre de la Société des Alcools du Québec). Cette loi institutionnalise aussi l’existence légale des tavernes. Le permis octroyé stipule que: "Nul autre débit de boisson n’est autorisé à vendre, sur place, de la bière en fût," destinée à une vente rapide. La taverne offre aux classes ouvrières, dans le contexte de l'industrialisation rapide des grandes villes, un lieu de socialisation et un pendant aux clubs privés bourgeois. Les femmes fréquentent aussi les tavernes à cette époque. Toutefois, la moralité publique décrie de plus en plus les lieux comme une menaces aux bonnes mœurs et à l’ordre social. En 1937, cédant aux pression des organisations sociales et religieuses, pour la tempérance et la protection des mœurs, le gouvernement de Maurice Duplessis vote une loi qui en interdit l’accès aux femmes. On les accuse même d’être la cause du désordre, fréquent dans ces établissements. Les femmes, sauf celle du tavernier, se voient aussi refuser le droit d'y travailler. Les tavernes sont donc devenues un espace homosocial populaire, culturel et « un lieu de résistance » pour les ouvriers.

## L'égalité pour tous et partout
Depuis la fin du XIXe siècle les femmes revendiquent leurs droits à l’égalité dans tous les domaines et dans tous les lieux publics. Dans les années 1960, les mobilisations féminines s’accentuent. De nombreuses lois à caractère sexiste, ou limitant l’action des femmes, sont ciblées. Les mouvements féministes se radicalisent et deviennent un outil de prise de conscience féministe. De grands rassemblements et des actions chocs ont lieu pour contester l’attitude des politiciens, des syndicats et de la société en général afin d'accélérer la libération et l’égalité des femmes.

## À l’assaut des tavernes
Une opération féministe, « drink-in », est donc mise en place, par des étudiantes de l’Université de Montréal et vise l’occupation d'une taverne sur la rue St-Laurent à Montréal. Elles justifient la contestation en ces termes : « Nous, des femmes québécoises, nous allons à la taverne manifester notre colère. Nous sommes "tannées" d'un petit salaire accompagné d'un gros prix pour un repas ou une bière. Ou encore d'être obligées de rester "au foyer" neuf fois sur dix. Nous nous élevons contre ces sanctuaires de la domination masculine, desquels les chiens, les enfants et les femmes sont exclus ». C'est le 23 janvier 1969 que des femmes envahissent la Taverne Le Gobelet, pour s’opposer à la loi sexiste interdisant aux femmes d’y entrer et d'y consommer de la bière en fût. Elles sont semoncées et expulsées par la police. Cette manifestation a permis de porter une attention médiatique, sur un problème flagrant d’inégalité envers les femmes, dont les hommes politiques ont pris acte.
Une autre action a lieu en 1971. Des militantes féministes - dont certaines font partie Front de libération des femmes du Québec - occupent une taverne de Longueuil à quatre reprises, ce que raconte le documentaire sonore Bienvenue aux dames. En 2021, la Brasserie Dunham a lancé la bière du même nom pour souligner les 50 ans de l'évènement.
Afin d'éliminer un des éléments discriminatoires, décrié par les féministes, le projet de loi 44 crée les brasseries, qui sont ouvertes à tous, et modifie en conséquence la Loi de la régie des alcools (1971). Un nouveau type de permis permet aux brasseries de servir de la bière en fût « mais sans que soit supprimé l'exclusivité masculine dans les tavernes ». Ainsi, plutôt que d’éliminer le sexisme dans les tavernes, les législateurs choisissent de donner du temps à la tradition et de favoriser une lente transition « pour ne pas créer de bouleversement non seulement dans les traditions établies, mais également dans les investissements de ceux qui sont propriétaires de tavernes ».

## La fin de la discrimination dans les tavernes

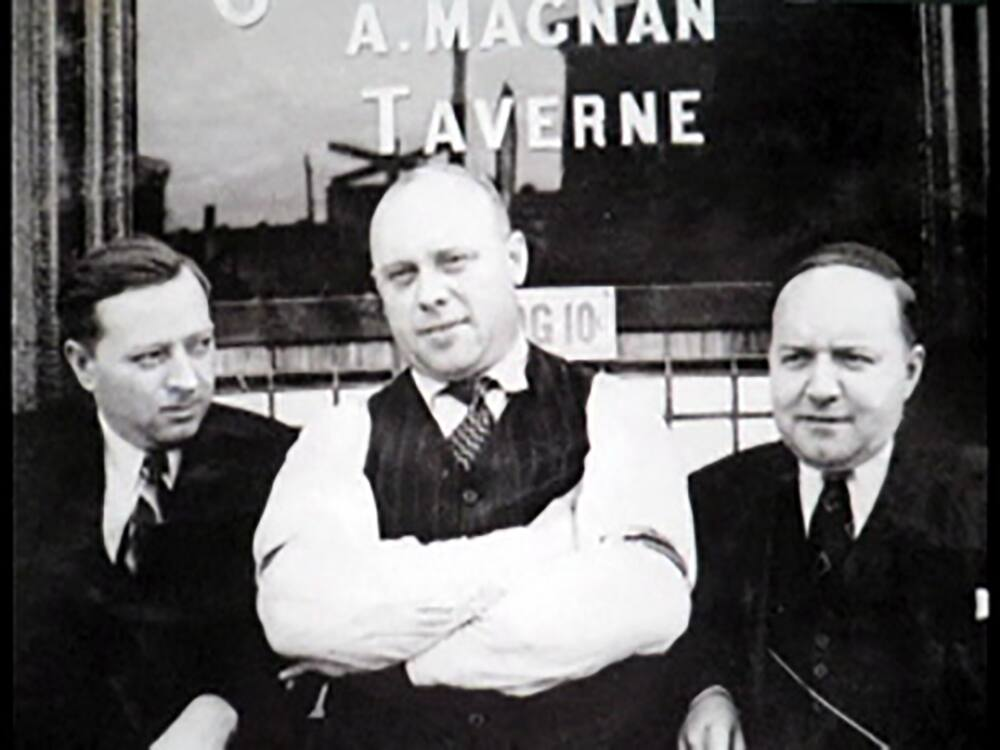
La Taverne Magnan, l'une des dernières à ouvrir ses portes à la clientèle féminine, à l'automne 1988

Les tavernes ont maintenant le choix ou non de se transformer en brasserie. À Montréal, Le Gobelet est une des premières taverne à se convertir en brasserie, en décembre 1971. Cependant la confusion règne entre les types de permis et les femmes continuent à se faire expulser des tavernes ou des brasseries ayant un permis de taverne. En 1975, l’Assemblée Nationale vote à l’unanimité la Charte québécoise des droits et libertés de la personne. Les législateurs doivent réviser toutes les lois sexistes et agir pour se mettre en conformité avec la Charte. C’est donc dans cet état d’esprit, qu’en 1979, le gouvernement présente le projet de loi 55 modifiant les permis des tavernes pour éliminer définitivement tout interdit basé sur le sexe. Les nouvelles tavernes doivent donc se conformer à la loi et accueillir les femmes. Toutefois la loi, par une clause d'antériorité, permet aux tavernes existantes, avant 1979, de se soumettre ou non aux exigences en matière de sexisme. Certaines tavernes modifient leurs permis, mais plusieurs irréductibles contestent la loi. La discrimination continue pendant plusieurs années et le problème devient épineux, notamment en 1981, lors de débats électoraux qui ont lieu dans des tavernes. Comme les femmes candidates, ne peuvent entrer dans les tavernes, elles sont privées ainsi de l’accès à une partie de l’électorat masculin. En 1986, la discrimination sur le sexe est définitivement abolie dans tous les lieux publics, incluant les tavernes. Malgré cela plusieurs établissements ne se conforment toujours pas à la loi et demeurent des « piliers de tavernes ». Il a fallu trois ans pour tourner définitivement la page sur cette discrimination que les femmes ont subie pendant un demi siècle.

## L’antiféminisme
L’histoire des tavernes est lié étroitement à une attitude paternaliste et antiféministe dès 1937. La loi interdisait, non seulement aux femmes de boire dans les tavernes mais aussi d’y travailler. Les mouvements syndicaux de l’époque, n’ont pas non plus combattu cette inégalité, car ils étaient peu favorables au travail des femmes pour toutes sortes de raison morales et paternalistes.
En 1969, les premiers assauts féminins, contre l’exclusion des tavernes, réveillent un discours masculiniste et antiféministe. Inquiets des changements annoncés, nombreux sont ceux qui refusent de céder aux femmes leur sanctuaire de tranquillité masculine où règne une liberté totale, et utopique. Même les députés, de l’époque, cherchent à défendre la « tradition d’exclusion des tavernes » même si elle est en totale contradiction avec la Charte québécoise des droits et libertés de la personne. Lors de la campagne électorale de 1981, les parlementaires ne se sont pas non plus formalisé du préjudice causé par l’exclusion des candidates des tavernes.

## La taverne: un lieu mythique de la culture québécoise
L’histoire permet de retracer tous les efforts engagés par les mouvements féministes de 1969 à 1986 pour faire valoir les droits à l’égalité des sexes dans tous les espaces publics. Les tavernes, qui restent très ancrées dans l’imaginaire masculin québécois, sont la source d’inspiration de plusieurs caractères masculins populaires notamment dans les romans de Michel Tremblay. La comédie théâtrale Broue, jouée pendant 38 ans et qui retrace cet épisode, a d'ailleurs fait l’objet d’une exposition au Musée de la Civilisation de Québec (30 octobre 2019 au 3 janvier 2020). Elle rend compte du contexte de l'espace social d'inclusion et d'exclusion des tavernes, ainsi que de la résistance des hommes face à la levée de l’interdit pour les femmes de fréquenter ces établissements.

## Une interdiction en images
L'interdiction d'accès des femmes aux tavernes et les réactions sociales à l'ouverture de ces lieux aux femmes est représentée dans l'iconographie populaire québécoise. 
Ainsi, dans l'ouvrage de référence pour collectionneurs Affiches de taverne du Québec, on retrouve une affiche de la brasserie Dow où un homme québécois, entouré d'autres clients masculins dans une taverne, parle à son épouse au téléphone et lui dit qu'il sera en retard à la maison à cause des chemins embourbés.